# Zonnehoofd
Zonnehoofd is een artistiek kunstwerk in Amsterdam-Zuid.
Het beeld van Carel Kneulman begon zijn leven als opdracht van de gemeente Rotterdam. Het zou de buurt Hoogvliet moeten opfleuren. Toen het plein waarop het stond opnieuw werd ingericht, verdween het in een depot van de gemeente en werd later geplaatst onder de viaducten van het Kleinpolderplein; ingeschat als een openluchtmuseum voor verweesde beelden.
Groep A'dam was begin 21e eeuw bezig met het inrichten van een beeldentuin in het plantsoen van het Emmaplein te Amsterdam. Daar stond al het beeld Verschijning van Pearl Perlmutter. De genoemde groep wilde het plantsoen ombouwen tot een beeldentuin, waarbij tijdgenoten van Perlmutter gezocht werden. Een van die tijdgenoten was Carel Kneulman. Zonnehoofd werd daarop door de gemeente gemeente Amsterdam voor vijf jaar gehuurd voor plaatsing op het Emmaplein.
Het beeld bestaat uit een mensfiguur met zonneschijf als hoofd.
Afrika ontwaakt (Wessel Couzijn) · Drie gestalten (Hans Verhulst) · Fetish (Shinkichi Tajiri) ·  Leda en de zwaan (Ben Guntenaar) · Monument voor koningin Emma (Lambert Zijl) · Verschijning (Pearl Perlmutter) · Zonnehoofd (Carel Kneulman)